# Verivox
Verivox ist ein zur italienischen Moltiply-Gruppe gehörendes deutsches Unternehmen, das Vergleichsportale betreibt und als Vermittler von Verträgen tätig ist. Der Dienstleister zählt im Bereich der Tarifvergleiche zu den größten Anbietern in Deutschland.
Verivox bietet Tarifvergleiche für Telekommunikation, Strom, Gas, Versicherungen und Bankprodukte an. Für die Vermittlung von Verträgen wird Verivox in der Regel von den Vertragsgebern (bspw. den Diensteanbietern, Versicherungsgesellschaften oder Finanzdienstleistern) mit Provisionen vergütet.

## Geschichte
Das Verbraucherportal wurde 1998 in Heidelberg von Andrew Goodwin und Nikolaus Starzacher gegründet und startete mit dem Schwerpunkt Telekommunikation. 1999 stieg Goodwins Cousin Alexander Preston mit in das Unternehmen ein. Nach der Liberalisierung des Energiemarktes wurde im Jahr 2000 der Bereich Strom und 2005 der Bereich Gas hinzugefügt. Ende 2005 gab Starzacher den Geschäftsführerposten ab.
2007 richtete sich das Unternehmen international aus. Starzacher und zwei weitere Gesellschafter, Stefan und Robert Herr, verkauften für insgesamt 2,8 Millionen Euro ihre Anteile in Höhe von 71,4 Prozent an den irischen Medienkonzern Independent News & Media (INM). Preston und Goodwin verkauften ebenfalls an INM, erhielten dafür aber kein Geld, sondern einen Anteil von 25,5 % an der Käufergesellschaft.
2008 wurden die i12 GmbH (Betreiber der Plattformen tarife.de, onlinekosten.de, strom-magazin.de und sphone.de) und die Maximilian Online Media GmbH (Betreiber der Plattformen stromseite.de, billiger-surfen.de und billiger-telefonieren.de) übernommen, beide Firmen haben ihren Sitz im hessischen Linden. Im Dezember 2009 erwarb die private britische Beteiligungsgesellschaft Oakley Capital von INM deren Mehrheitsanteil von 51 %, die beiden Unternehmensgründer hielten seither zusammen 49 % (jeweils 24,5 %) an Verivox.
2010 wechselte Goodwin in den Aufsichtsrat, 2012 Preston. Im Mai 2012 wurde Chris Öhlund neuer CEO der Verivox-Gruppe (Verivox Holdings, London), Klaus Hufnagel war Geschäftsführer der deutschen Verivox GmbH.
Ab 2012 erweiterte Verivox schrittweise sein Produktportfolio: Hinzu kamen Tarifvergleiche für Kfz-Versicherungen, Kredite, Tages- und Festgeld, Girokonten, Kreditkarten und Depots. Später folgten Immobilien, Autos, gesetzliche Krankenversicherungen, weitere Personen- und Sachversicherungen sowie Heizstrom.
2014 kaufte Verivox die Marken transparo und aspect-online sowie die Anteile am Mitbewerber TopTarif von Holtzbrinck Digital und Rocket Internet. Am 25. Juni 2015 wurde Verivox von der ProSiebenSat.1 Media SE zu einem Anteil von 80 Prozent des Kapitals übernommen, den Rest hielt zunächst Oakley Capital. Im Februar 2018 erwarb die von der ProSiebenSat.1 Media AG neu gegründete NCG – NuCom Group; die ausstehenden Minderheitsanteile von Oakley Capital und erhöhte den Anteilsbesitz an Verivox auf knapp 100 Prozent.
Im November 2017 kaufte Verivox die Banking-App Outbank. Ebenso wurde das Kündigungsportal Aboalarm übernommen. Ab September 2020 gehörte Outbank der aboalarm GmbH an, ehe sie im November 2021 an die FP Finanzpartner AG verkauft wurde. Aboalarm wurde im Sommer 2022 vom Kündigungsdienst Volders übernommen.
Im April 2018 wurde die Einstellung des eigenständigen Betriebs der beiden zugekauften Gesellschaften preis24.de und TopTarif bekannt. Beide Unternehmen hatten betriebswirtschaftliche Verluste erlitten. Die Markennamen blieben jedoch erhalten. Die Preis- und Tarifvergleiche werden seitdem über die Technologieplattform von Verivox berechnet. Eigene redaktionelle Inhalte werden nicht mehr weiter produziert. Im September 2018 übernahm Verivox zudem das Maklergeschäft des Startups Getsafe.
Ab Januar 2019 war Joern Taubert CEO der Verivox-Gruppe. Im September 2020 wurde bekannt, dass Taubert Verivox zum Jahresende verlassen werde. Aktuell leiten Daniel Puschmann und Sandra Vollmer als Geschäftsführung das Unternehmen.
Im August 2020 ist die Maximilian Online Media GmbH direkt mit der Muttergesellschaft Verivox GmbH verschmolzen. Demgemäß wurde Verivox direkter Betreiber der Plattformen stromseite.de, billiger-surfen.de und billiger-telefonieren.de. Ein Jahr später wurde die Reorganisation innerhalb der Verivox Gruppe weiter vorangetrieben. Während im August 2021 die preis24.de GmbH mit der VX Sales Solutions GmbH verschmolzen ist, fusionierten im selben Zeitpunkt die i12 GmbH sowie Toptarif Internet GmbH direkt mit der Muttergesellschaft Verivox GmbH. Infolgedessen wurden Anfang Januar 2022 eine Vielzahl an Plattformen abgeschaltet bzw. der Dienst mit dem Verweis auf Verivox eingestellt. Zum 3. Januar 2022 stellten folgende Webseiten ihren Dienst ein: stromseite.de, billiger-surfen.de, billiger-telefonieren.de, tarife.de, onlinekosten.de, strom-magazin.de, sphone.de, handytarife.de sowie toptarif.de.
Im März 2025 verkaufte ProSiebenSat.1 Media Verivox an die italienische Holding Moltiply Group, in deren Sparte Mavriq das Preisvergleichs-Unternehmen eingegliedert wird.

## Organisation
Verivox ist in Deutschland vor allem mit dem Preisvergleichsportal Verivox.de präsent. Nach dem Einstellen mehrerer Dienste Anfang Januar 2022 ist Verivox im Bereich Verbraucherberatung zusätzlich nur noch mit dem Preisvergleichsportal im Telekommunikationsmarkt preis24.de aktiv.

## Auszeichnungen
Verivox erhielt unter anderen folgende Auszeichnungen:
- 2023: Branchengewinner in der Kategorie Vergleichsportale bei der Studie Preis-Champions des Marktforschungsinstituts ServiceValue und der Tageszeitung Die Welt.[40]
- 2023: Das Verbraucher-Ratgeberportal Finanztip empfiehlt Verivox in seiner Studie über Tarifvergleiche für Kfz-Versicherungen.[41]
- 2022: Testsieger der Studie Deutschlands Beste Online-Portale in der Kategorie Universal-Vergleichsrechner des Deutschen Instituts für Service-Qualität (DISQ) im Auftrag von n-tv[42]
- 2021: Testsieger Energietarifrechner (Qualitätsurteil sehr gut) laut Studie des DISQ[43]
- 2010: Innovationspreis-IT 2010 (Produktkategorie: E-Business) der Initiative Mittelstand unter Schirmherrschaft des Fraunhofer-Verbunds IUK-Technologie[44]

Das Unternehmen ist nach eigenen Angaben TÜV-geprüft.

## Kritik
Verivox' Unabhängigkeit wurde 2011 in Frage gestellt, weil es zum Teil Geld mit verdeckten Vermittlungsprovisionen verdient haben soll. Verivox bestreitet dies. Die Transparenz sei durch seine Veröffentlichung und Erläuterung der Liste aller Partner im Bereich Energieversorgungsunternehmen gegeben.
Mitte 2011 erhob das Handelsblatt den Vorwurf, Verivox habe schon vor der Pleite von Teldafax von deren Zahlungsschwierigkeiten gewusst und Teldafax Preise von Konkurrenten weitergegeben, damit Teldafax seine Preise so gestalten konnte, dass es im Vergleich von Verivox fast immer am besten abschnitt. Verivox bestritt die Vorwürfe und witterte einen Racheakt teurer Anbieter.
Ein in diesem Zusammenhang vom Anbieter Flexstrom angestrengtes Strafverfahren wurde von der Staatsanwaltschaft Mannheim eingestellt. Der Bund der Energieverbraucher erklärte die Kritik für überzogen. Ende 2011 klagte Flexstrom gegen Verivox, weil dieses einen den Kunden versprochenen Bonus nicht in die Preise einrechnete. Das Unternehmen verteidigte sich damit, dass der Bonus nur versprochen, aber in mehreren Tausend Fällen Beschwerden vorlägen, dass er nicht gezahlt worden sei. Das Landgericht Heidelberg entschied im Juli 2013 zugunsten von Verivox und wies die Klage ab. Im Zuge der Rechtsauseinandersetzung stellte Verivox die Partnerschaft mit Flexstrom ein, zeigte deren Tarife aber trotzdem weiter an, wenn sich „Verbraucher bewusst dafür entscheiden, auch Tarife darstellen zu lassen, die nicht den Verivox-Richtlinien zum Verbraucherschutz entsprechen“.
2012 wies das Landgericht Heidelberg eine Schadensersatzklage von fünf früheren Mitgesellschaftern ab, die ihre Anteile 2006 für 2,72 Millionen Euro verkauft hatten. Sie behaupteten, das Unternehmen habe sie damals über die Zukunftserwartungen im Unklaren gelassen. Ihre Anteile seien 290 Millionen Euro wert gewesen.
Die Stiftung Warentest kritisierte im Februar 2013 die Voreinstellungen der Stromtarifvergleichsportale. Auch wenn Verivox mit der Note 2,6 (befriedigend) noch am besten abschnitt, seien auch dort irreführende Vergleiche und mangelnde Unabhängigkeit zu beanstanden. Am 11. Dezember 2013 teilte Verivox daraufhin mit, man biete nun erstmals die Möglichkeit, Stromtarife nach den empfohlenen Voreinstellungen der Stiftung Warentest zu vergleichen. Mit einem neuen Filter würden nur noch Tarife angezeigt, die den Empfehlungen der Zeitschrift Finanztest (Ausgabe 12/2013) entsprechen.